# ウィリアム・リプスコム
ウィリアム・ナン・リプスコム・ジュニア（William Nunn Lipscomb, Jr., 1919年12月9日 - 2011年4月14日）は、アメリカ合衆国の無機化学者・生化学者。

## 生涯
オハイオ州クリーヴランドに生まれる。幼い頃にケンタッキー州レキシントンに転居し、1941年にケンタッキー大学で科学の学位を取得するまでそこですごした。博士号は1946年にカリフォルニア工科大学で取得した。
1946年から1959年まで、彼はミネソタ大学で教鞭を取っていた。そして1959年からはハーバード大学の化学の教授に就任した。
1950年代にX線結晶構造解析を使ってボランの分子構造を推定し、その化学結合を説明する理論を構築した。彼は後にこの理論を様々な問題を解決するのに応用した。その中には、後にノーベル賞を授与されるロアルド・ホフマンに指導したカルボラン酸の研究も含まれる。彼は後に、タンパク質、特に酵素の原子配置に興味を持って研究した。
国際量子分子科学アカデミーのメンバーであり、ケンタッキー・カーネルの受賞者でもある。
また彼は1961年に全米科学アカデミーの会員に選ばれ、イグノーベル賞の常任プレゼンターも務めた。
2011年4月14日、肺炎と合併症のためマサチューセッツ州ケンブリッジの病院で死去。91歳没。

## 受賞歴
- 1971年 センテナリー賞
- 1973年 ピーター・デバイ賞
- 1976年 レムセン賞、ノーベル化学賞
- 1987年 シュレーディンガー・メダル